# Tornquist
Tornquist es una ciudad argentina en el sudoeste de la provincia de Buenos Aires, cabecera del partido homónimo. Se encuentra a 587 kilómetros al sur de la ciudad de Buenos Aires y 76 kilómetros al norte de la ciudad de Bahía Blanca.

## Historia
La ciudad de Tornquist fue fundada el 17 de abril de 1883 (142 años) por el pionero Ernesto Tornquist, como resultado de una exitosa colonia agrícola compuesta por inmigrantes de origen alemán, entre los que se encontraban contingentes llegados desde Alemania e importantes grupos de alemanes del Volga.
Las siguientes familias alemanas del Volga se establecieron en Tornquist:
- Becker
- Beier, de la colonia Kamenka
- Burghardt
- Dietrich, de Mariental
- Dumrauf, de Hölzel
- Fritz, de Preuss
- Fuhr, de Dehler
- Heim
- Holzmann
- Ostertag
- Rausch
- Ruppel

El desarrollo del ferrocarril favoreció al devenir de la ciudad y se crearon centros relevantes para la comunidad, entre los que se destacan la sede de la Sociedad Germánica, el Hogar Funke (residencia veraniega para ancianos alemanes) y la Barraca Funke entre otros.
Su actividad económica principal estuvo ligada al trabajo agrícola-ganadero de la zona.

## Desarrollo urbano
En torno a la plaza principal Ernesto Tornquist se desarrollan las actividades municipales, escolares, cívicas y comerciales más relevantes de la ciudad. Dentro de la misma, se encuentra emplazada la iglesia de estilo neogótico que domina el paisaje y gran parte de su superficie está ocupada por un importante lago artificial en donde conviven poblaciones de patos y peces, todos ellos sin cerco, favorecidos por la existencia de islotes artificiales y el respeto de sus vecinos que garantizan su delimitada territorialidad. 

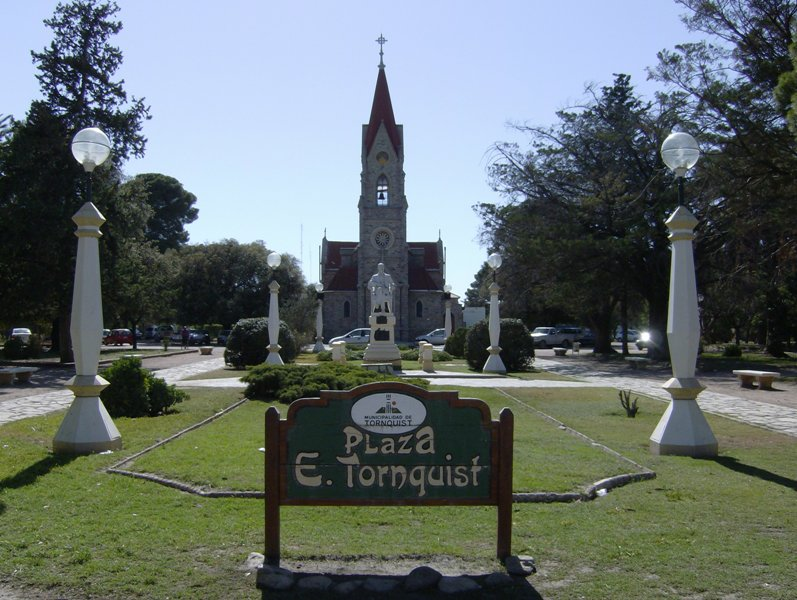
Plaza Ernesto Tornquist con su iglesia.

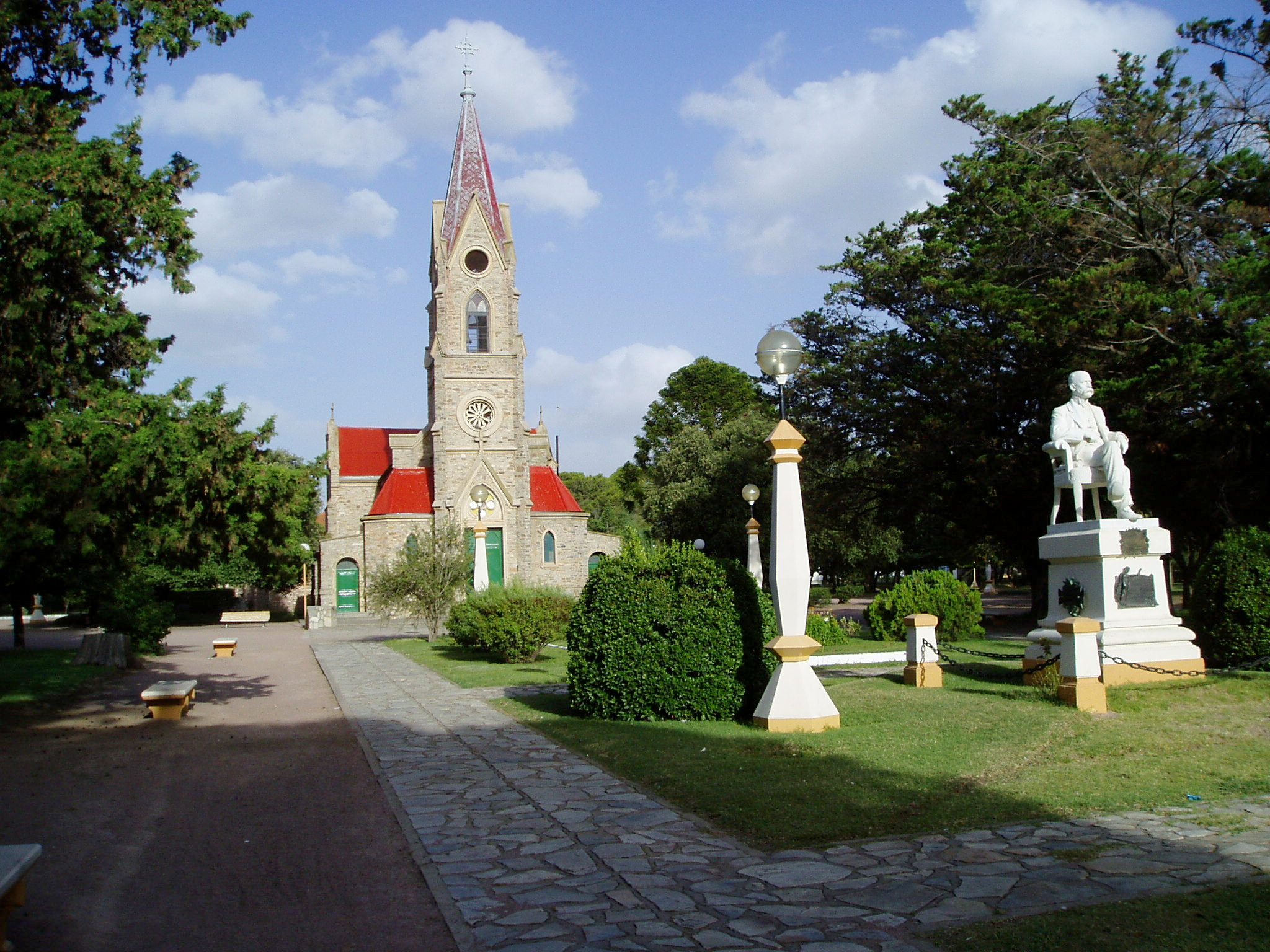
Otra vista de la Plaza Ernesto Tornquist

La traza del casco histórico, el diseño de la plaza principal, la disposición de su iglesia y la composición del paisaje, recrean en forma amena una típica postal de Alemania, tierra de origen de la familia de su fundador y del grupo mayoritario de sus pioneros. 
El trabajo de confección de los planos y el trazado de la ciudad fue encargado al ingeniero Pablo Mayer por el propio Tornquist.
El edificio de la municipalidad fue realizado por el arquitecto ítalo-argentino Francisco Salamone en la década de 1930, bajo el gobierno provincial del conservador Manuel Fresco.

## Demografía
Cuenta con 6473 habitantes (Indec, 2010), lo que representa un incremento del 6,7% frente a los 6066 habitantes (Indec, 2001) del censo anterior.
| Gráfica de evolución demográfica de Tornquist entre 1960 y 2010 |
|                                                                 |
| Fuentes: INDEC                                                  |

Su población desciende de inmigrantes de origen ruso-alemán del volga, mezclados mayoritariamente con criollos, españoles e italianos.

## Santa Patrona
- Santa Rosa de Lima, festividad 30 de agosto

## Acceso
Vías de acceso: Ruta Nacional 33 y Ruta Provincial 76
- Aeródromo de Tornquist
- Viaje en tren: Actualmente (julio de 2022) el Ferrocarril General Roca permite el viaje en tren desde Plaza Constitución en Capital Federal (C.A.B.A.) hasta Tornquist, saliendo los días martes y viernes a las 13:06 Hs. y llegando a las 05:37 Hs. del día siguiente (miércoles y sábados respectivamente). La compra de pasajes puede hacerse on-line en la web de Trenes Argentinos con un 10% de descuento por sobre el valor en ventanilla, e incluso los jubilados y pensionados obtienen un 40% de descuento tanto en ventanilla como en la Web. No se venden pasajes arriba de la formación. La mayoría de los destinos intermedios pueden ofrecer todas o algunas de las siguientes categorías de asientos: Primera, Pullman, y hasta Camarotes.
- Micros de larga distancia: La Web Plataforma 10 permite adquirir on-line pasajes en micros de larga distancia desde casi cualquier punto de Argentina hasta la ciudad de Tornquist.

## Parroquias de la Iglesia católica en Tornquist
| Arquidiócesis | Bahía Blanca       |
| ------------- | ------------------ |
| Parroquia     | Santa Rosa de Lima |